# Nino Bixio
Бронепалубний крейсер «Ніно Біксіо» (італ. Nino Bixio) — бронепалубний крейсер-скаут (італ. Esploratore) Королівських ВМС Італії однойменного типу початку XX століття.

## Історія створення
Крейсер «Ніно Біксіо» був розроблений Джузеппе Рота. Закладений 15 лютого 1911 року на верфі «Cantiere navale di Castellammare di Stabia» в Кастелламмаре-ді-Стабія. Свою назву отримав на честь італійського борця за незалежність Ніно Біксіо, сподвижника Джузеппе Гарібальді. Спущений на воду 31 грудня 1911 року. Хресною корабля була Джузеппіна Біксіо (італ. Giuseppina Bixio), єдина дочка Ніно Біксіо. Корабель вступив у стрій 5 травня 1914 року.

## Історія служби
Після початку Першої світової війни крейсер «Ніно Біксіо» базувався в Бріндізі, де разом з іншими крейсерами італійського флоту в основному патрулював південну Адріатику та протоку Отранто. У грудні 1915 року він у складі ескадри кораблів Антанти прикривав евакуацію сербської армії з Албанії.
Через технічні проблеми крейсер не брав участі в битві в протоці Отранто у 1917 році.
Після закінчення війни через фінансові проблеми Італії крейсер використовувався мало. У 1919 році він протягом нетривалого часу перебував у Спліті.
Через постійні проблеми із силовою установкою 15 березня 1929 року корабель був виключений зі списків флоту та проданий на злам.